# Bartolomeo Costantini

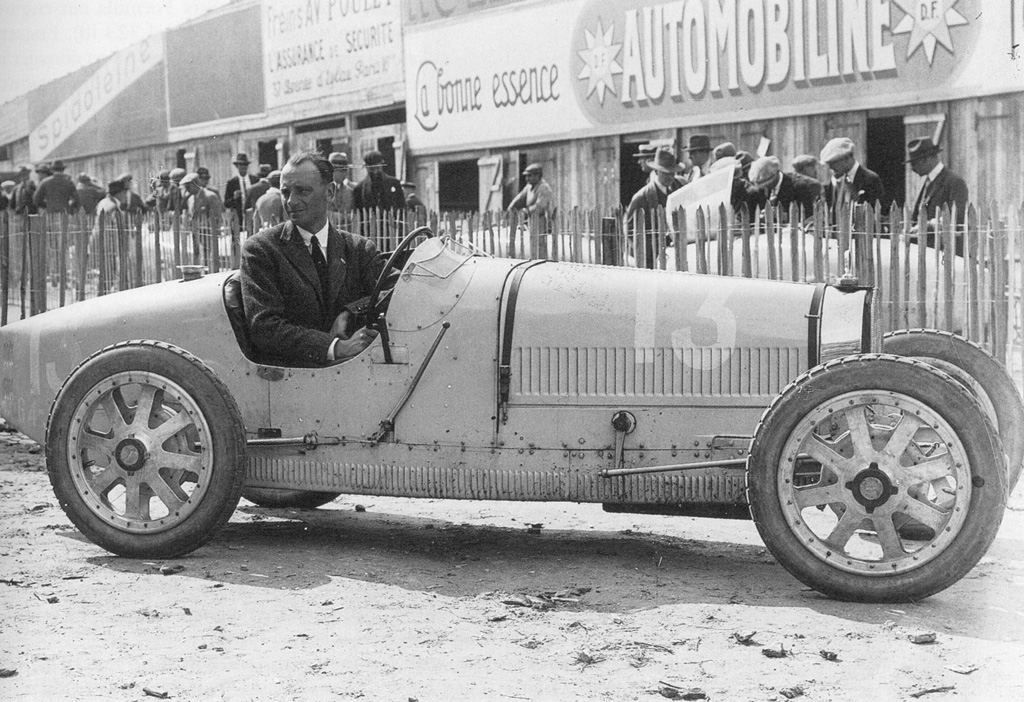
Meo Constantini am Steuer eines Bugatti Type 35 beim Großen Preis Frankreich 1924

Bartolomeo „Meo“ Costantini (* 14. Februar 1889 in Vittorio Veneto; † 19. Juli 1941 in Mailand) war ein italienischer Flieger und Automobilrennfahrer.

## Karriere
Ab 1911 diente er im Italienisch-Türkischen Krieg und im Ersten Weltkrieg wurde er bekannt als Fliegerass auf einer Société de Production des Aéroplanes Deperdussin.
Von 1914 bis 1917 war Costantini Rennfahrer für Aquila Italiana. 1923 wechselte er zu Bugatti, wo er Ernest Friederich ersetzte, und gewann 1925 und 1926 die Targa Florio auf Sizilien sowie das Circuito Lasarte und den Großen Preis von Frankreich. Nach dem Tod seines Freundes Conte Giulio Masetti (1895–1926) bei der Targa Florio 1926 zog sich Costantini vom aktiven Rennsport zurück und betreute danach das Bugatti-Werksteam als Leiter. In dieser Funktion wurde er 1935 von Jean Bugatti abgelöst. Er verließ das Unternehmen 1937.